# Rafael Montesinos y Ramiro
Rafael Montesinos y Ramiro – hiszpański malarz miniatur i pejzażysta. Wykładał na Królewskiej Akademii Sztuk Pięknych San Carlos w Walencji, gdzie jego uczniem był Francisco Domingo Marqués.